# Igneo (album)
Igneo è il quarto album del trio italiano Zu, prodotto da Steve Albini.

## Tracce
1. The Elusive Character Of Victory - 2:18
2. Solar Anus - 3:52
3. Eli, Eli, Elu - 6:27
4. Arbol De La Esperanza Mantente Firme - 2:31
5. Monte Zu - 4:55
6. Untitled Samba For Kat Ex - 2:16
7. Muro Torto - 5:02
8. Tikkun Olam - 2:12
9. Mar Glaciale Artico - 10:29

## Formazione
- Jacopo Battaglia - batteria
- Massimo Pupillo - basso
- Luca T. Mai - sax baritono

## Ospiti
- Fred-Lonbergh-Holm - violoncello (1,3,8)
- Ken Vandermark - sax tenore (5,9)
- Jeb Bishop - trombone